# 周永康
周永康（しゅう えいこう、簡体字：周永康、繁体字：周永康、英語：Zhou Yongkang、ヂョウ・ヨンカン、1942年12月3日 - ）は、中華人民共和国の政治家。第17期党中央政治局常務委員、党中央政法委員会書記、党中央治安綜合治理委員会主任、国土資源部長、公安部長を歴任した。党内序列は2012年の時点で最高第9位であった。2015年6月に汚職によって無期懲役刑が下された。

## 経歴
1942年12月3日に江蘇省無錫県厚橋西前頭村に誕生する。なお出生時の名前は周元根である。1950年に西前頭小学校に入学し、その後厚橋小学校に転校した。1956年に学海中学校（現在の盪口中学校）に合格し、クラスメートの同級生と同姓同名のため、先生の勧めで周永康に改名した。1958年の秋に蘇州高校に入学した。
1964年に中国共産党に入党する。1966年に北京石油学院を卒業後に石油管理局長を経て、1985年に石油工業部副部長（次官）となる。1988年に中国最大の石油ガス国有企業である中国石油天然気集団（CNPC、石油工業部を1988年に国営企業化した）の副総経理を務め、1996年からはCNPCの総経理を務めた。1998年に朱鎔基内閣で国土資源部長（大臣）に就任し、2000年に四川省党委員会書記に転出した。
2002年に党中央政治局委員に選出され、中央書記処書記に就任した。同年公安部長兼党委員会書記に就任し、翌年発足した温家宝内閣でも留任した。総警監、武装警察部隊第一政治委員、国務委員（副首相級。政法担当）など要職を兼任。政法部門（情報、治安、司法、検察、公安などの部門）では羅幹に次ぐ第2位の地位にあった。
2007年10月22日、第17期1中全会で中央政治局常務委員に昇進し、中央政法委員会書記に就任、羅幹の持つ政法関連の職を受け継ぐこととなった。10月29日、公安部長の地位を退いたことが確認される。
2010年10月9日から10月10日にかけて北朝鮮の平壌で行われた朝鮮労働党65周年記念式典と中央報告大会の来賓となり、後継者として姿を現した金正恩と並んだ最高指導者金正日の隣に出席し、壇上で観衆に向かって金正日と手を携えるなど中朝同盟をアピールした。
思想・宣伝部門を統括する李長春と共に胡錦濤総書記・温家宝総理の政敵である薄熙来と緊密であり、2012年の薄熙来事件における薄熙来の処分には消極的だったとされ、同年11月に中央政治局常務委員と中央政法委員会書記の職を解かれた。
2013年12月1日以降消息が途絶えており、当局に拘束され汚職問題で追及されていると報道された（次項目「汚職・失脚」参照）。また第14期中央委員候補、第15期中央委員、第16期中央政治局委員、第17期中央政治局常務委員（以上2012年まで）であった。

## 汚職・失脚

### 報道経過・事件・裁判
2013年8月末に香港紙が「中国共産党指導部は周永康・前政治局常務委員の汚職をめぐる調査を開始することで合意した」と報じた。周永康が2012年11月まで務めていた政治局常務委員は党最高指導部の一員であり、親しかったと言われる薄熙来の1ランク上に当たる。この時点で、中国当局は周がトップを務めていた中国石油天然ガス集団（CNPC）の幹部4人を調査していると発表していた。
この第一報以降共産党内序列第9位とされる「要人」であることから報道は慎重に展開し以下の通り断片的散発な続報となる。
2013年12月1日以降は消息が途絶え、当局に拘束され汚職問題で追及されているとの報道がある。
2014年3月3日に周永康・前党政治局常務委員を巡る国内報道を解禁し、「問題」が生じていることを初めて報じた。京華時報は1面で「周永康問題」と明記し、中国の報道機関は周永康の弟や息子らが汚職などの容疑で拘束されたと伝えていたが、それが周の親族だとは明示せずに報じていた。
中国当局は2014年3月末までに周永康の親族・側近・部下ら300人以上を調査し、周永康の他に親族や部下の持つ900億元（145億ドル）相当以上の資産を差し押さえたとされる。周永康への調査は前年末から始まり（共産党が政権を握った1949年以降に汚職調査の対象となった高官らの中で最高位である）、5つの省にある自宅を捜索して総額370億元の銀行預金を凍結して総額510億元の国内外の債券や株式を差し押さえた他、約300軒のアパート・別荘・骨董品・現代絵画・自動車60台・現金などが押収された。同年2月には周永康の権力基盤である四川省の発電と観光分野で周永康の息子の周濱と協力関係にあった中国企業・四川漢龍集団の劉漢が殺人罪などで逮捕・起訴されていた。
2014年4月29日に周永康の側近であった李春城・元四川省党委員会副書記が党籍を剥奪され、公職から追放された。同年5月23日には、上述の四川漢龍集団主席の劉漢に死刑が宣告された。2014年に入ってから、周永康の周辺人物が相次いで突然死していると報じられる。
2014年7月29日に党中央規律検査委員会は周永康の「重大な規律違反」について立件したと新華社が報じた。その他の中国の報道機関も一斉に事件を報道し、周永康の失脚が確定した。
2014年12月5日に中国共産党中央政治局の会議で周永康の党籍を剥奪し、身柄を司法機関に移すという決定が下された。
2015年4月24日に湖北省咸寧市中級人民法院で李春城の第一審初公判が開かれた。土地開発で職務上の地位を利用リベートを受け取り、事業計画に便乗して別件で起訴済の曲松枝（李春城の夫人）など4人は合計3979万7597元相当（約7億9千万円）を不正会計などから利益供与された容疑の収賄と職権乱用で訴追され、このうち2001年9月から2011年7月末まで担当した成都市長と市党委員会書記の在職中に行った事件容疑では、周永康から直接指示を受けて法違反を認識の上である事業者に便宜を図ったとされた。こうして2015年4月に周永康は収賄・職権乱用・国家機密の漏洩の3つの罪で刑事訴追され、2015年5月22日に天津市第一中級人民法院で初公判が開かれた。
新華社報道によると収賄は職務を利用した一連の事件で周永康は石油政策で直接蒋潔敏から73万1100元（約1千458万円）の金品を受け取る一方で呉兵・丁雪峰・温青山・周灝とそれぞれの関係と立場で便宜を図り、こちらの謝礼は夫人の賈暁曄と子の周濱は4人から別々に計約1億2904万元（約25億7千万円）相当を受け取ったとされた。
職権乱用は閣僚・党幹部の蒋潔敏・李春城と共謀して周濱・周鋒・周元青・何燕・曹永正らが行った土地開発や事業計画に支援協力する見返りに21億3600万元（約425億円）の収益を家族で受取り、これによって14億8600万元（約296億円）に上る経済損失を発生させ国家と人民に重大な損害を与えたとされる。
国家機密漏洩は国家秘密法の規定に反し5件の極秘級の文書と1件の機密級の文書を私的関係にあった一般人実業家曹永正に提供したとされる。
2015年6月11日、一審判決で無期懲役に処され、同時に政治的権利の終身剥奪に個人財産没収が言い渡された。周永康は起訴内容を認め、上訴しないと意思表明した。
裁判は非公開で半ば秘密裏に行われ国内マスコミの扱いも小さく結審の内容のみ伝えた。

### 粛清理由の推測
急成長を遂げた中国経済の減速が予測されるなか、景気低迷から政治腐敗による汚職が問題化すれば政府の経済政策を脅かしかねない状況だった。エネルギー政策に発言力を持つ周永康は引き立てていた薄熙来の失脚以降その影響力を弱めていた。1998年国務院の再度勧告から機構改革が行われた中国石油天然気集団(またはCNPC)では、形だけの分業と組織改変を行ったが実績成果が伴わない停滞状態に、中央政治局幹部では、看過できない不透明な海外事業とその投資内容について、2013年までにCNPC幹部の訴追をすすめてから、指示者(黒幕)周永康を追い詰めた、とする報道もあった。
周永康が粛清された理由としては胡温派との対立だけでなく、2010年に薄熙来と周永康による習近平批判の録音が2012年の王立軍の亡命騒ぎをきっかけに耳にした中国共産党総書記に就いて日が浅い習近平の逆鱗に触れたこと、周永康の再婚が後ろ盾であった上海幇の総帥である元党総書記江沢民の不興を買ったこと（周永康の前妻は江沢民の親族）の2点を産経新聞は挙げている。
またNHKが中国政府関係者に取材して得た情報を基に行った2018年2月13日の報道によると、周永康の国家機密漏洩罪というのは、2012年8月に北京で胡錦濤国家主席と北朝鮮の張成沢国防委員会副委員長の会談が行われたが、この際、周永康が部下を使った盗聴により、張成沢が胡錦濤に金正男を後継者に就けようと思っていると発言したことを掴み、2013年初頭に周永康がこの情報を金正恩に密告したことであるという。そしてこれが金正恩の逆鱗に触れ、その後の張成沢の処刑と金正男の暗殺につながったという。密告した理由については、周永康はこの時汚職容疑で捜査を受けており、金正恩が後継者指名を得た2010年に金正日・金正恩親子と肩を並べた唯一の外国人という緊密ぶりを内外に示していた北朝鮮とのパイプを利用することで中国指導部の動きをけん制しようとしたのではないかと推測されている。一方、中華人民共和国外交部はこの報道を「でたらめ」と記者会見で否定した。

## グーグル攻撃の統括者
2010年12月4日の米ニューヨーク・タイムズ紙によると、「ウィキリークス」が公開をした米外交公電により、一連のグーグル攻撃（オーロラ作戦）は中国政府が行ったもので、攻撃を統括した周永康と李長春による指示で行われていたことが判明したと伝えられた。

## 家族
- 父・周義生; 母・周秀金[35]
- 次男・周元興（2014年2月10日死去）[36]
- 三男・周元青[36]
- 前妻・王淑華 - 2000年に交通事故死。周永康と側近により殺害されたのではないか、と疑われている。周永康との間に息子3人（一人は死亡）[37]。
- 後妻・賈暁曄 - 28歳年下の元中国中央テレビリポーター。2016年に収賄罪で懲役9年の判決。
- 長男・周濱 - 1972年生まれ。石油関連会社経営。2013年に当局により拘束・逮捕。テキサス大学留学中に知り合った妻の黄婉（1986年に家族でアメリカに移民した中国人）と娘がいる。妻も拘束された。妻の母の詹敏利は、十数社のCNPC関連の会社を所有し、2013年に摘発された石油利権問題の首謀者のひとりだが、周濱に頼まれて名義を貸しただけと発言している[38]。2016年に懲役18年、罰金3.5億元の判決が下された。
- 次男・周涵 - 1975年生まれ。父とは母の事故死の件で不仲だったといわれており、2013年に妻と共にアメリカへ亡命。